# Präsidentschaftswahl in Island 1996
Die Präsidentschaftswahl in Island 1996 wurde am 29. Juni 1996 abgehalten. In ihr wurde der fünfte Präsident der Republik Island bestimmt.

## Vorgeschichte
Nachdem das erste demokratisch gewählte weibliche Staatsoberhaupt der Welt, Vigdís Finnbogadóttir, sich nach vier Amtszeiten gegen eine erneute Kandidatur entschieden hatte, kündigte Premierminister Davíð Oddsson am 18. März 1996 eine Präsidentschaftswahl für den 29. Juni 1996 an. Folgende Personen erklärten daraufhin ihre Kandidatur:
- Ástþór Magnússon (* 1953, Unternehmer)
- Guðrún Agnarsdóttir (* 1941, Ärztin)
- Guðrún Pétursdóttir (* 1950, zog ihre Kandidatur am 19. Juni zurück)
- Ólafur Ragnar Grímsson (* 1943, Mitglied des Althing)
- Pétur Kr. Hafstein (* 1949, Richter am Verfassungsgericht)[1]

## Wahlergebnis
194.705 Wahlberechtigte waren für die Wahl zugelassen, das entsprach einem Anteil von 72,4 % der isländischen Bevölkerung. 167.334 von ihnen, also 85,9 %, nahmen an der Wahl teil. 165.233 gültige Stimmen wurden abgegeben:
| Kandidat               | Stimmen | Prozent |
| ---------------------- | ------- | ------- |
| Ólafur Ragnar Grímsson | 68.370  | 41,4    |
| Pétur Kr. Hafstein     | 48.863  | 29,5    |
| Guðrún Agnarsdóttir    | 43.578  | 26,4    |
| Ástþór Magnússon       | 4.422   | 2,7     |
|                        | 165.233 | 100,0   |
|                        |         |         |

Ólafur Ragnar Grímsson gewann die Wahl und wurde mit Wirkung zum 1. August 1996 Präsident Islands.